# Troy Lifford
Troy Lifford est un homme politique canadien. Il représente la circonscription de Fredericton-Nashwaaksis à l'Assemblée législative du Nouveau-Brunswick de 2010 à 2014.

## Biographie
Lifford a fait ses études secondaires au Fredericton High School avant de compléter deux baccalauréats en administration des affaires et en sylviculture à l'Université du Nouveau-Brunswick à Fredericton.
Il a occupé des postes de consultant au service l'industrie forestière en Ontario et dans l'Est du Canada et travaillait à titre de gestionnaire adjoint à la Fédération des propriétaires de lots boisés du Nouveau-Brunswick avant son élection.
Il a participé aux travaux d'un comité législatif sur la Commission sur la sécurité au travail et l’indemnisation dans le domaine de l’exploitation forestière et la sylviculture en 2006 et 2007. En 2008, il participe au mouvement d'opposition aux réductions budgétaires proposées par le gouvernement libéral dans le secteur sylvicole.
Il s'est impliqué dans plusieurs organisations de bienfaisanceet a été élu au comité de parents de l'école de son quartier. Il est marié à Janice Huggard et le couple a quatre enfants.